# 大須賀美恵子
大須賀 美恵子（おおすが みえこ）は、兵庫県西宮市出身の日本のシステムデザイン工学者・情報学者。博士（工学）（東京大学）。大阪工業大学名誉教授・ロボティクス&デザイン工学部初代学部長およびシステムデザイン工学科教授。常翔学園評議員。日本バーチャルリアリティ学会2020/2021会長。ヒューマンインタフェース学会8代目会長。日本人間工学会理事・関西支部長。元日本生体医工学会理事。総務省情報通信審議会情報通信技術分科会研究開発・標準化戦略委員会2008専門委員。
専門は、生理心理工学・人間工学、デザイン思考・システムデザイン工学、ヒューマンインタフェース・ヒューマンロボットインタラクション、知能情報学・ソフトコンピューティング。

## 略歴
兵庫県立西宮高等学校卒業。1979年東京大学工学部計数工学科卒業。のちに、博士（工学）（東京大学）。三菱電機中央研究所および先端技術総合研究所にて、ヒューマンセンシングおよびウエルネス分野の研究開発に従事。1997年神戸大学大学院自然科学研究科情報メディア科学専攻客員助教授を経て、2002年大阪工業大学情報科学部情報メディア学科教授。2006年同大学工学部生体医工学科（現：生命工学科）教授。2010年工学部ロボット工学科教授。2017年新設のロボティクス&デザイン工学部初代学部長・教授。同学部ロボット工学科教授・システムデザイン工学科教授をそれぞれ務め、2025年大阪工業大学名誉教授、同大学グループ法人の常翔学園評議員。
大阪工業大学において20年以上の長きに渡り、情報系/システム系、生体医工学/ロボット系、デザイン工学系の学部・学科教授を歴任し、特に2017年新設のロボティクス&デザイン工学部（梅田キャンパス）では初代学部長を務め、ロボティクスとデザイン思考の融合教育・グローバル研究推進および理系女性エンジニアの育成に貢献した。大学間研究室交流として大阪工業大学と芝浦工業大学との「二工大合同HI研究会」2018/2019/2020を開催する等、両校の関係強化にも貢献している。
主な所属学会は、ヒューマンインタフェース学会、日本バーチャルリアリティ学会、日本人間工学会、日本ロボット学会、IEEE-EMBSなど。主な受賞は、日本人間工学会論文賞など。

## 主な著書
- 人間工学の百科事典（共著、丸善2005、学術書）
- 人間計測ハンドブック（共著、朝倉書店2003、学術書）
- 車載ディスプレイのHMI(ヒューマンマシンインタフェース)と視認性，安全性向上：第6節車載情報機器利用時のドライバの認知負担評価 （共著、技術情報協会2015、学術書）
- ドライバ状態の検出，推定技術と自動運転，運転支援システムへの応用：第2章第4節 多次元生理指標を用いた覚醒状態評価（共著、技術情報協会2016、学術書）
- 商品開発・評価のための生理計測とデータ解析ノウハウ（共著、NTS2017、学術書）[12]。

また、「メタバース進化論 - 仮想現実の荒野に芽吹く解放と創造の新世界」（バーチャル美少女ねむ著、技術評論社2022）の推薦者の一人。

## 主な研究
- デザイン思考を用いた造血細胞移植患者の心身賦活システムの開発
- 顔向き検出・視線計測を用いた人とロボットのインタラクション
- クッションロボットによる呼吸誘導を用いた入眠促進装置の提案
- バーチャルリアリティ(VR)を応用したウェルネスシステムの研究
- VR空間のアバターに対する身体所有感を高める手法の提案
- ドライバの状態推定のための生理計測
- 運転支援システム構築のための基礎的研究
- 自転車の車体・交通環境情報と乗り手の生体情報を基にしたヒヤリ地図の作成

ロボティクス&デザイン工学部の初代学部長として、ロボティクス＆デザイン思考の対外啓蒙活動において、大阪工業大学梅田キャンパス1Fギャラリーで行われる市民と研究者とのオープンな交流を目的としたサイエンスカフェ「Stream Cafe」の開催、神戸市主催の都市活性化クロスメディアイベント「078KOBE ONLINE」2020での講演（テーマ：テレポーテーションアバターロボットを使った遠隔授業参加 – テレロボ教育の可能性）、日本工学教育協会主催の「イノベーションのための工学教育イノベーション」2017でデザイン思考教育についてのパネルディスカッションに参加している。また、高校生向けに「大阪サイエンスデイ」＆「科学の甲子園」大阪府大会での基調講演など、高大接続・オープンイノベーションを積極的に推進し、“すべての人に開かれたキャンパス”の実現に取り組んだ。大学間研究室交流として大阪工業大学と芝浦工業大学との「二工大合同HI研究会」2018/2019/2020を開催する等、両校の関係強化にも貢献している。